# Eggert Holm
Eggert Holm (* 29. Januar 1936 in Duisburg; † 3. Mai 2024) war ein deutscher Internist, Forscher und Hochschullehrer. Er gilt als einer der Wegbereiter der klinischen Ernährungsmedizin in Deutschland.

## Werdegang
Eggert Holm wuchs in Duisburg auf, besuchte das Aloisiuskolleg der Jesuiten in Bad Godesberg und studierte Medizin und Philosophie in Bonn, München und Freiburg im Breisgau. Dort wurde er 1962 bei Ludwig Heilmeyer mit einer Arbeit zu „Pathobiogrammen“ bei Organfunktionsstörungen promoviert. 1971 habilitierte sich Holm mit einer physiologischen Arbeit in Heidelberg. Es folgten die Anerkennung als Facharzt für Innere Medizin und die Berufung zum Professor. Bis zu seiner Emeritierung im Jahr 2002 war Eggert Holm als Internist und Forscher an der Universität Heidelberg tätig, zuletzt als Leiter der Leberambulanz der Medizinischen Klinik 2 am Universitätsklinikum Mannheim.
Auch  nach seiner Emeritierung war Holm als Forscher aktiv. Seine wissenschaftlichen Interessen lagen in den Bereichen Pathophysiologie, Leberstoffwechsel und Tumorstoffwechsel.
In seinem Berufsleben betreute der begeisterte Hochschullehrer mehr als 100 Doktoranden, er war Autor und Mitautor von über 60 Lehr- und Praxisbüchern. Bekannt wurde er durch die zahlreichen Symposien zu Stoffwechsel und Ernährung von Menschen mit Lebererkrankungen.

## Würdigung
Holm gehörte zu den Pionieren der klinischen Ernährungsmedizin in Deutschland. Anfang der 80er Jahre gehörte er – gemeinsam mit Ahnefeld, Eckart, Wolfram und anderen – zu den Klinikern und Wissenschaftlern, die den wissenschaftlichen Austausch und ärztliche Bildungsangebote zur klinischen Ernährung im Rahmen eines Fachverbandes für notwendig erachteten.  1981 war er Gründungs- und Vorstandsmitglied der Deutschen Arbeitsgemeinschaft für Künstliche Ernährung DAKE, aus der später die Deutsche Gesellschaft für Ernährungsmedizin hervorging.

## Veröffentlichungen (Auswahl)
- Stoffwechsel und Ernährung bei Tumorkrankheiten. Analysen und Empfehlungen. Stuttgart, Thieme 2007[11]
- mit Björgulf Herberger:  Ernährung bei Übergewicht und metabolischem Syndrom. Wiesbaden 2013, ISBN 978-3-930007-34-9

## Ehrungen (Auswahl)
- 2004: Konrad-Lang-Medaille der Deutschen Gesellschaft für Ernährungsmedizin